# Brevoxathres fasciata
Brevoxathres fasciata är en skalbaggsart som beskrevs av Gilmour 1959. Brevoxathres fasciata ingår i släktet Brevoxathres och familjen långhorningar. Inga underarter finns listade.